# Nyctemera latistriga
Nyctemera latistriga är en fjärilsart som beskrevs av Walker 1854. Nyctemera latistriga ingår i släktet Nyctemera och familjen björnspinnare. Inga underarter finns listade i Catalogue of Life.